# Tabernaemontana sambiranensis
Tabernaemontana sambiranensis är en oleanderväxtart som beskrevs av Marcel Pichon. Tabernaemontana sambiranensis ingår i släktet Tabernaemontana och familjen oleanderväxter. Inga underarter finns listade i Catalogue of Life.